# Linux (Waschmittel)
Linux ist eine Handelsmarke eines Vollwaschmittels der Schweizer Rösch AG, das seit 2001 produziert wird.

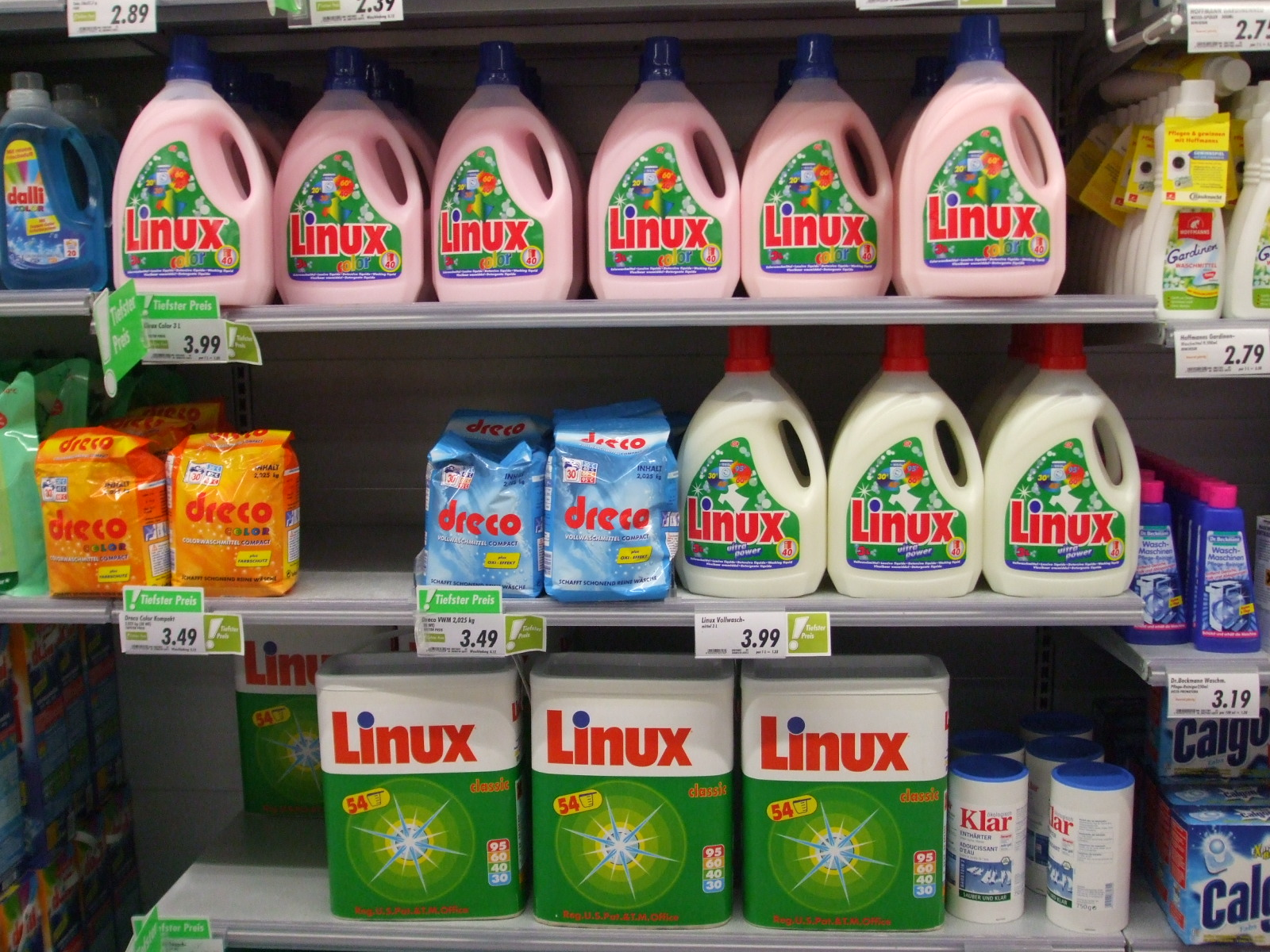
Linux „Color“ und „Ultrapower“ im Regal

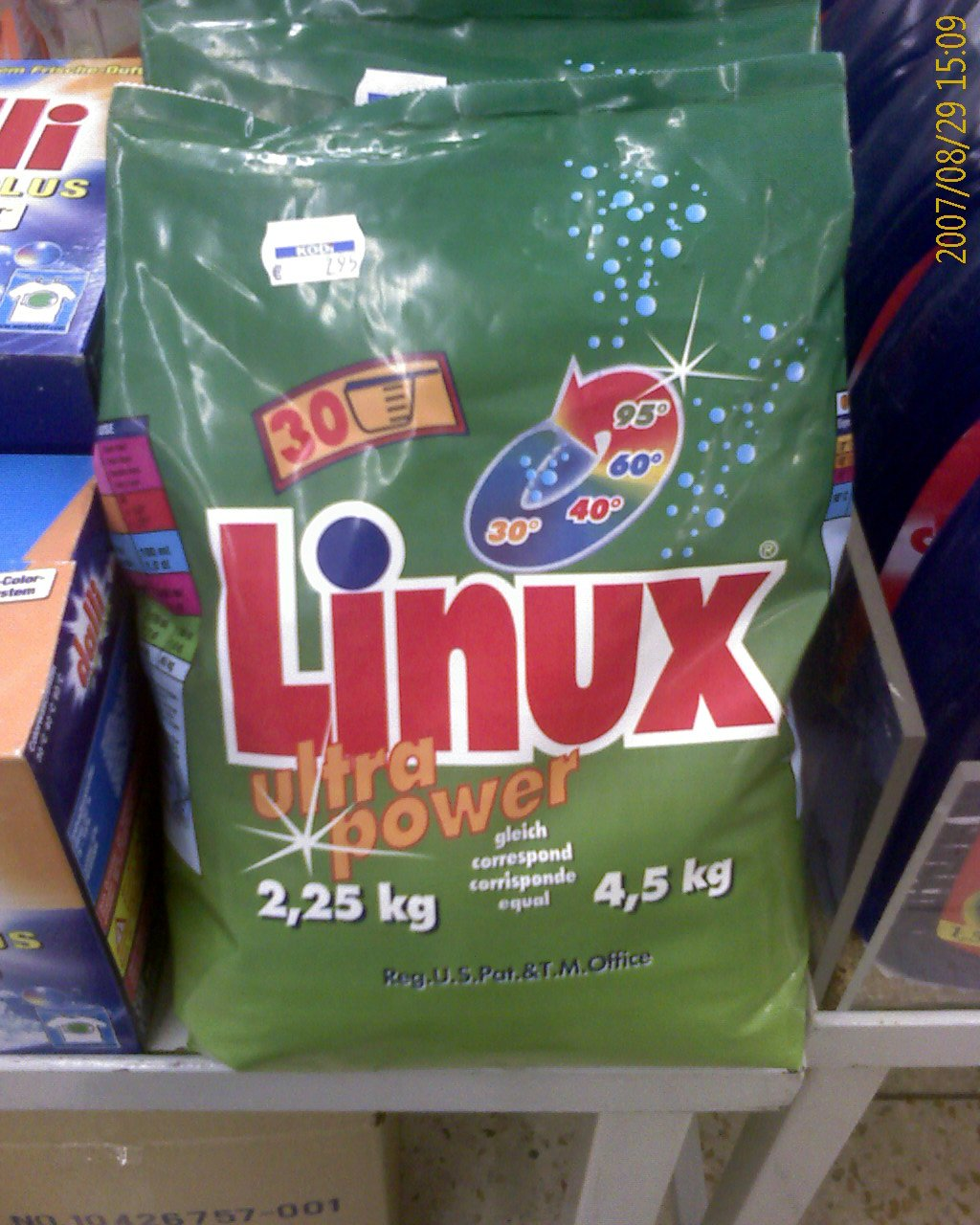
Eine Packung Linux-Vollwaschmittel

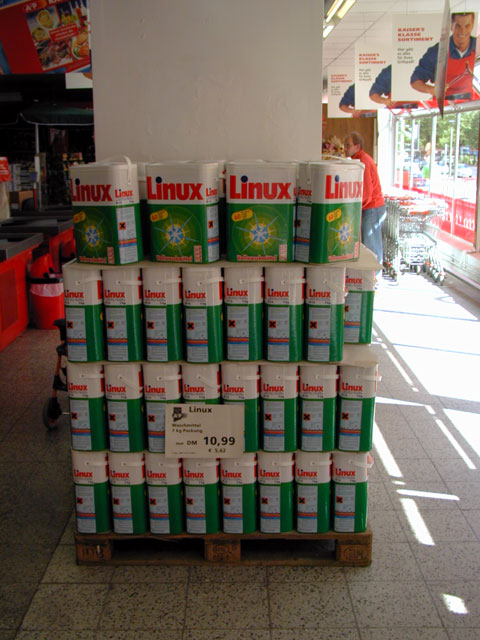
Palette mit Linux-Waschmittelpackungen

Diese Tatsache wurde von der Gemeinschaft um das gleichnamige Computer-Betriebssystem Linux vielfach mit Heiterkeit aufgenommen. Das Waschmittel wird auch als scherzhafter Vergleich verwendet, warum Linux allen anderen Betriebssystemen überlegen ist: Man kann damit Wäsche waschen. Beim Linux-Vollwaschmittel handelt es sich jedoch um die legale Verwendung des von der Rösch AG eingetragenen Warenzeichens „Linux“ für Wasch- und Hygieneartikel. Das Warenzeichen für das Betriebssystem Linux wird durch diese Verwendung nicht verletzt.
Der Hersteller des Waschmittels scheint eine Vorliebe für Namen aus der Computerwelt zu haben, so gibt es als „Zubehör“ zu Linux noch einen Fleckenentferner Mäc oxi (vgl. Mac OS X) und einen Weichspüler micro&soft (vgl. Microsoft).

## Inhaltsstoffe von Linux Classic
- Natriumsulfat
- Natriumcarbonat
- Zeolith
- Natriumperborat
- Natriumsilicat
- Natriumtridecylbenzenesulfonate
- Wasser
- Natriumstearat
- Natriumpolyacrylat
- Bentonit
- Natriumcumenesulfonate
- Parfum
- Dimethicon
- Limonen
- CI 74160[5]